# Stephen Dillane
Stephen J. Dillane (* 27. březen 1957, Londýn, Anglie) je britský herec.

## Filmografie
- 1990 Hamlet
- 1997 Welcome to Sarajevo
- 2001 Spy Game
- 2002 Hodiny
- 2004 Král Artuš
- 2005 The Greatest Game Ever Played
- 2005 Gol
- 2007 Gol 2
- 2012–2015 Hra o trůny
- 2012 Zero Dark Thirty
- 2017  Nejtemnější hodina